# 마르쿠스 바벨
마르쿠스 바벨 (Markus Babbel, 1972년 9월 8일, 바이에른주 뮌헨 ~)은 전 독일의 축구 선수이자 감독이다. 그는 선수시절 수비수로 독일과 잉글랜드 리그에서 활약하였다.

## 선수 경력
뮌헨 출신으로, 그가 처음으로 활약한 프로 클럽은 FC 바이에른 뮌헨이었다. 그는 리저브팀에서 1군으로 승격되어 리그에서 8번 선발로 출전하였고, 4차례 교체 출전하였다.
1992년 8월, 함부르거 SV로 이적하여 주전자리를 꿰찼고, 리그 첫골을 득점하였다. 이후, 친정팀 뮌헨으로 1994년에 복귀하여, 167경기에서 선발출전을 하였으며, UEFA 유로 1996 이후 맨체스터 유나이티드 FC의 관심을 받았다. 맨체스터는 이 풀백을 영입하기 위해 £5M의 협상을 하였으나 무산되었다. 2000년 6월, 이후 제라르 울리에에 의해 리버풀 FC로 이적하였고, 탄탄한 포백을 완성시키며 리버풀 FC의 2000-01 시즌 미니트레블에 도움을 주었다.
그는 리버풀 FC의 역사적인 2000-01 시즌 미니트레블을 달성한 팀의 일원으로, 오른쪽 측면을 파고들어 UEFA 컵 경기를 비롯하여 다수의 득점을 기록하기도 하였다. 그의 리버풀 경력은 길랭-바레 증후군으로 인해 1년간 정지되었다.
길랭-바레 증후군에서 회복한 2003년 8월, 블랙번 로버스로 임대되었고, 1군 주전 출장기회를 확보하고, 3골을 득점하였다. 바벨은 두 차례의 UEFA 컵 우승을 거두었는데 FC 바이에른 뮌헨 소속으로 1996년에, 리버풀 FC 소속으로 2001년에 달성하였다.
바벨은 2004년 7월에 VfB 슈투트가르트로 자유이적을 하였고, 그곳에서 현역 은퇴할 때까지 활약하였다.
2007년 1월, 바벨은 2006-07 시즌 종료 후 은퇴할 것임을 밝혔다.
바벨은 독일 축구 국가대표팀 일원으로 51경기 출장하여 UEFA 유로 1996의 우승 주역이 되었으며, 국가대항전에서 1득점을 하였다. 이후 1998년 FIFA 월드컵과 UEFA 유로 2000에도 참여하였다.

### 국가대표팀 득점기록
| #  | 날짜           | 경기장                     | 상대   | 점수 | 결과 | 대회     |
| -- | -------------- | -------------------------- | ------ | ---- | ---- | -------- |
| 1. | 1995년 9월 6일 | 프랑켄슈타디온, 뉘른베르크 | 조지아 | 4–1  | 4–1  | 친선경기 |

## 감독 경력

### VfB 슈투트가르트
현역 은퇴 이후, 바벨은 그가 은퇴했던 클럽인 VfB 슈투트가르트에 수석 코치로 부임하였다.
2008년 11월 23일, 바벨은 아르민 페의 뒤를 이어 VfB 슈투트가르트의 감독이 되었다. 취임할 당시, 슈투트가르트는 14라운드까지 치른 상황에서 11위에 있었다. 바벨은 슈투트가르트가 리그 우승팀 VfL 볼프스부르크와 5점 차이가 시즌을 3위로 마감하도록 하였고, UEFA 챔피언스리그에 진출하였다. 2009년 5월 6일, 바벨은 2011년 여름까지 연장계약을 하였으나, 2009년 12월 6일에 슈투트가르트와 결별하였다. 바벨이 경질되었을 때, 슈투트가르트는 15경기를 치르고서 16위에 랭크되어 있었다.
바벨 감독의 지휘 하에 VfB 슈투트가르트는 UEFA 챔피언스리그의 조별리그를 통과하였고 16강까지 진출하는 데 성공하였다.

### 헤르타 BSC 베를린
2010년 7월, 바벨은 2 분데스리가의 헤르타 BSC 베를린 감독이 되었다. 베를린에 부임한 첫 시즌에 팀을 1 분데스리가로 복귀시켰다.
2011년 12월 18일, 바벨은 헤르타 BSC 베를린의 감독직에서 해임되었다. 그 이전에 시즌 종료 후에 클럽을 떠날 의사를 밝혔다.

## 감독 통계
2017년 9월 23일 기준
| 팀               | 취임             | 해임             | 기록 | 기록 | 기록 | 기록 | 기록 | 기록 | 기록 | 기록   |
| 팀               | 취임             | 해임             | 전   | 승   | 무   | 패   | 득   | 실   | 차   | 승률   |
| ---------------- | ---------------- | ---------------- | ---- | ---- | ---- | ---- | ---- | ---- | ---- | ------ |
| VfB 슈투트가르트 | 2008년 11월 24일 | 2009년 12월 6일  | 50   | 21   | 15   | 14   | 78   | 62   | +16  | 042.00 |
| 헤르타 BSC       | 2010년 7월 1일   | 2011년 12월 18일 | 55   | 30   | 13   | 12   | 103  | 56   | +47  | 054.55 |
| 1899 호펜하임    | 2012년 2월 10일  | 2012년 12월 3일  | 30   | 7    | 8    | 15   | 41   | 63   | −22  | 023.33 |
| 루체른           | 2014년 10월 12일 | 2018년 1월 5일   | 123  | 54   | 28   | 41   | 222  | 192  | +30  | 043.90 |
| 경력 합계        | 2008년 11월      | 현재             | 258  | 112  | 64   | 82   | 444  | 373  | +71  | 43.41  |

## 수상

### 선수

#### 클럽
FC 바이에른 뮌헨
- 분데스리가: 1996-97, 98-99, 99-00
- DFB-포칼
  - 우승: 1997–98, 1999–00
  - 준우승: 1998–99
- DFB-리가포칼: 1997, 1998, 1999
- UEFA 컵: 1995-96
- UEFA 챔피언스리그 준우승: 1998-99

리버풀 FC
- FA컵: 2000–01
- 풋볼 리그 컵: 2000–01
- FA 커뮤니티 실드: 2001
- UEFA 컵: 2000-01
- UEFA 슈퍼컵: 2001

VfB 슈투트가르트
- 분데스리가: 2006-07
- DFB-포칼 준우승: 2006–07
- DFB-리가포칼 준우승: 2005

#### 국가대표팀
- UEFA 유럽 축구 선수권 대회: 1996

### 감독
헤르타 BSC 베를린
- 2 분데스리가: 2010-11